# Heuksando
Heuksando (en coreano: 흑산도 también escrito Heuksan-do o Isla Heunksan literalmente Isla de la Montaña Negra) es una isla en el mar Amarillo, ubicada cerca de 97,2 kilómetros de la costa suroeste de Mokpo, Jeolla del Sur (전라남도), Corea del Sur. Cubre un área de 19,7 km² y se compone de varios picos: Munamsan (400m 문암산), Gitdaebong (깃대봉 378 m), Seonyubong (선유봉 300 m), Sangrabong (상라봉 227 m). Está dentro de los límites administrativos del municipio de Sinan, Jeollanam-do, desde el año 1969. La isla tiene una extensión de 19,7 kilómetros cuadrados y en ella viven alrededor de 3.133 personas.